# Энергопоезд
Энергопо́езд — передвижная электростанция, представляющая собой поезд, вагоны или платформы которого снабжены соответствующим оборудованием. Бывают дизельные, газотурбинные и паротурбинные энергопоезда. Установленная мощность как правило не превышает 10 МВт. Обычно вырабатывают только электрическую энергию, некоторые также и тепловую. В основном включает вагоны или платформы с оборудованием, цистерны с горючим, пассажирский вагон для обслуживающего персонала (8—20 человек).